# Маестро з ниточкою
«Маестро з ниточкою» («Маэстро с ниточкой») — радянський двосерійний художній фільм 1991 року, знятий режисером Георгієм Реутовим на Кіностудії «Надія».

## Сюжет
Живе на селі самотній старий — Іван Макаров, злий і колючий. Усе його багатство — будинок та гармонь. Та є ще мрія — поїхати до Москви і виступити по телебаченню: раптом син, який давно забув про нього побачить та відгукнеться. Але в Москві замість сина, він знаходить бездомного підлітка Сергія на прізвисько «Обруч». Повернувшись разом у рідне село Івана, вони не здогадуються, що життя готує їм чергове випробування на перевірку справжньої чоловічої дружби, сили духу та стійкості у подоланні будь-яких ударів долі.

## У ролях
- Олексій Миронов — Іван Макаров
- Сергій Струбовщиков — Обруч або Посмішка
- Ігор Кусакін — Філя
- Володимир Трещалов — Вадим Петрович
- Федір Дунаєвський — Шериф
- Віктор Астраханцев — бугор Жора
- Максим Батухтін — Кулька
- Роман Філіппов — Спец
- Микола Парфьонов — завідувач клубу
- Афанасій Кочетков — Павло, господар весілля, батько нареченого
- Валентина Ананьїна — мати нареченого
- Павло Махотін — Євген Павлович
- Людмила Зайцева — Нюра
- Геннадій Матвєєв — співмешканець Нюри
- Олег Савосін — квартиронаймач
- Олександр Корчажников — сусід у селі
- Олег Абрамов — епізод
- Володимир Вафін — епізод
- Людмила Гаврилова — епізод
- Олександра Князькова — епізод
- Михайло Зендріков — епізод
- Д. Князьков — епізод
- В. Кручілін — епізод
- Юрій Мартинов — епізод
- Є. Мініна — епізод
- Лідія Пильненко — епізод
- В. Попова — епізод
- Андрій Пижов — епізод
- А. Осташев — епізод
- Альоша Сєдов — епізод
- Анжела Соколова — епізод
- Олександр Числов — гість на весіллі
- Світлана Швайко — епізод
- Михайло Калінкин — міліціонер

## Знімальна група
- Режисер — Георгій Реутов
- Сценаристи — Георгій Реутов, Олексій Ярушников, Володимир Вафін
- Оператор — Віктор Пищальников
- Композитор — Євген Дога
- Художники — Олександр Макаров, Саїд Меняльщиков